# Dunkershall
Dunkershall är en herrgård i Dunkers socken, Flens kommun.
Dunkershall har sitt ursprung i kyrkbyn Dunker, omtalad i dokument första gången 1297, då Johannes från Skedvi i Dalarna gav biskop Isar i Strängnäs 8 penningland jord i Dunker.  
År 1362 fick Gilikin van Pytten 12 penningland i Dunker i arvskiftet efter sin svärfar Notholm Eggardsson (Bralsthorp). Åren 1365 och 1366 finns dokumenterat att Ravn Barnekow och hans följde övernattade i Dunker. I samband med en förlikning 1377 överlät Johan Andersson och hans hustru Ingrid Karlsdotter vid förlikning 12 penningland i Dunker till strängnäskaniken Torsten Notholmsson (Balsthorp) som krävt en arvedel på sin brorsbarn Notholm Eggartssons vägnar. 
År 1402 sålde Kettil Nilsson (flankbåge) 16 penningland vid den östra gården i Dunker till Strängnäs domkyrka. Ulf i Dunker var 1409–1413 nämndeman vid Villåttinge härad och omtalad som vidvaruman och faste i dokment. 
År 1449 var Filip i Dunker vidvaruman vid häradstinget. År 1451 skänkte Katarina Gunnersdotter (två vingar) 12 penningland i byn Dunker. 1501 var Jöns i Dunker faste vid häradstinget och 1505 bytte Margareta Heinesdotter till sig en gård i Dunker som räntade 3 tunnor korn, 1 pund smör och 4 öre i skatt av Sten Kristiernsson (Oxenstierna). Dunker upptas i årliga räntan under 1500-talet som 2 mantal frälse. Kristina Nilsdotter (Gyllenstierna) ärvde 1555 en av gårdarna i Dunker efter sin mor Sigrid Eskilsdotter (Banér). Som ägare till den ena gården anges 1562 Adam guldsmed i Västerås, 1572 var Bengt Stigsson (Forsstenaätten) ägare av den ena och Nils Jönsson (Jacobsköld) den andra, 1573 anges Nils Nilsson (hillebard) som ägare till båda gårdarna. Bengt Stigsson sägs ha bytt bort hemmanen i Dunker mot Händö, som han skall ha gjort till säteri. Hans son Carl Bengtsson Ulffanas änka Ursula Örnflycht, som 1639 förklarades förlustig sitt adelskap, innehade dock 1635 fortfarande Dunker, som kom att räknas som underlydande Händö säteri. 
År 1679 drogs Händös sätesprivilegier in, men då hade redan Dunker avdelas från godset. Dunker ägdes i slutet av 1600-talet av Zacharias Silfverbrand (död 1709), som var dotterson till Carl Bengtsson Ulffana. Han gav Dunker i morgongåva till sin första fru varvid det lades under Boxtorp, men senare sålde han Dunker till Elsa Cruus. Hon bytte bort Dunker till Nils Schönberg (död 1728), som lade byn under Holmens säteri. Därifrån frånsåldes Dunker under senare delen av 1800-talet och gjordes till en självständig by under namnet Dunkershall. 
Dunkershall ägdes 1872–1889 av Sixten Sparre (död 1915) och 1891–1900 av Otto Klöfverskjöld. Nuvarande huvudbyggnad av trä i två våningar med frontespis på pelarbalustrad och glasveranda uppfördes 1905–1907. Arbetarbostad med åtta lägenheter uppfördes på 1870- eller 1880-talet, även ekonomibyggnaderna uppfördes på 1870-talet.